# Sturmius
Sturmius z Fuldy, také svatý Sturmius, Sturmi, Sturmio (po 700, Sempt-Isen, Bavorsko; † asi 17. prosince 779 Fulda) byl bavorský misionář, mnich, zakladatel a první opat kláštera benediktinů ve Fuldě, světec římskokatolické církve.

## Život

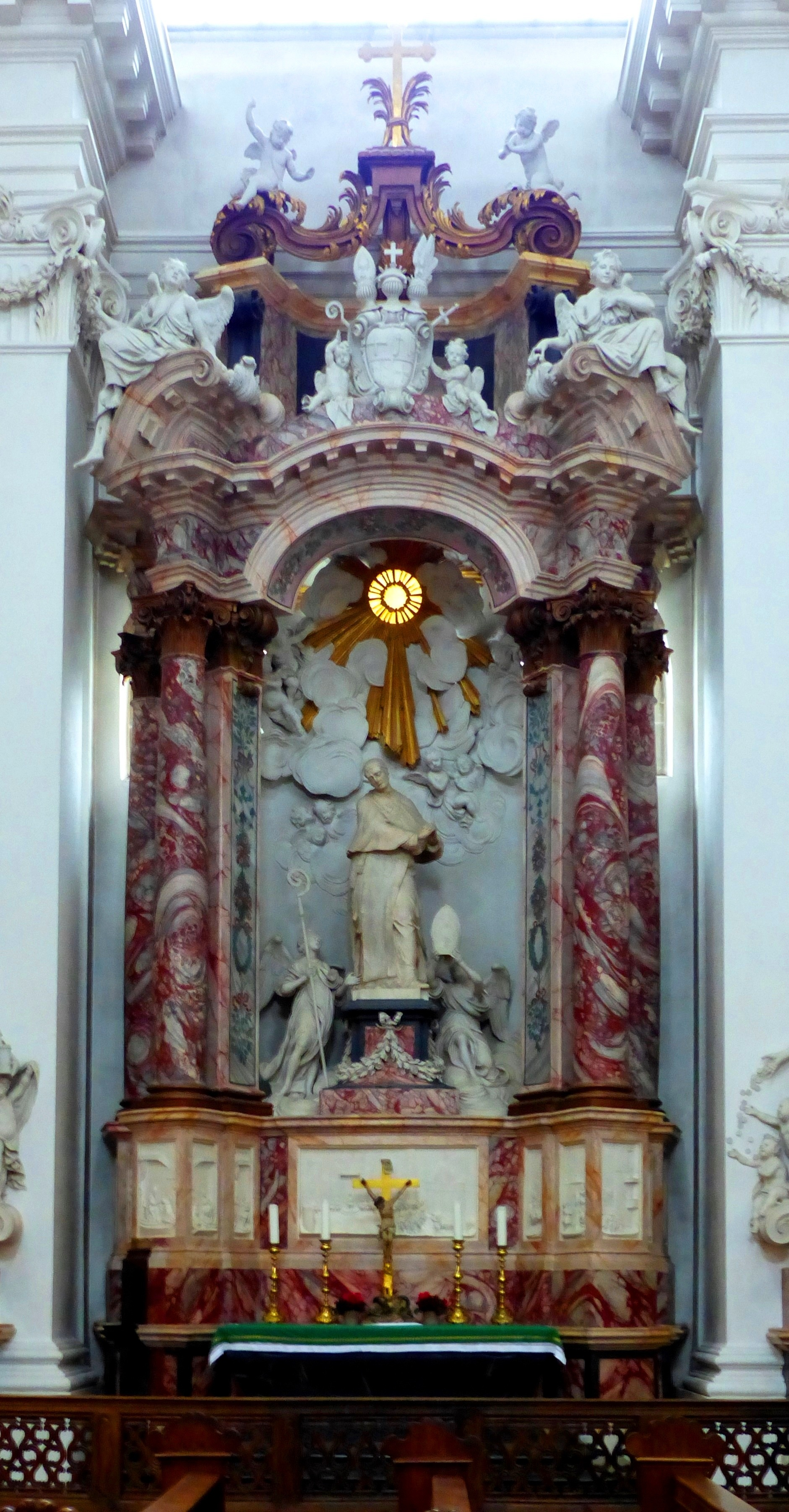
Barokní oltář sv. Sturmia v dómu ve Fuldě

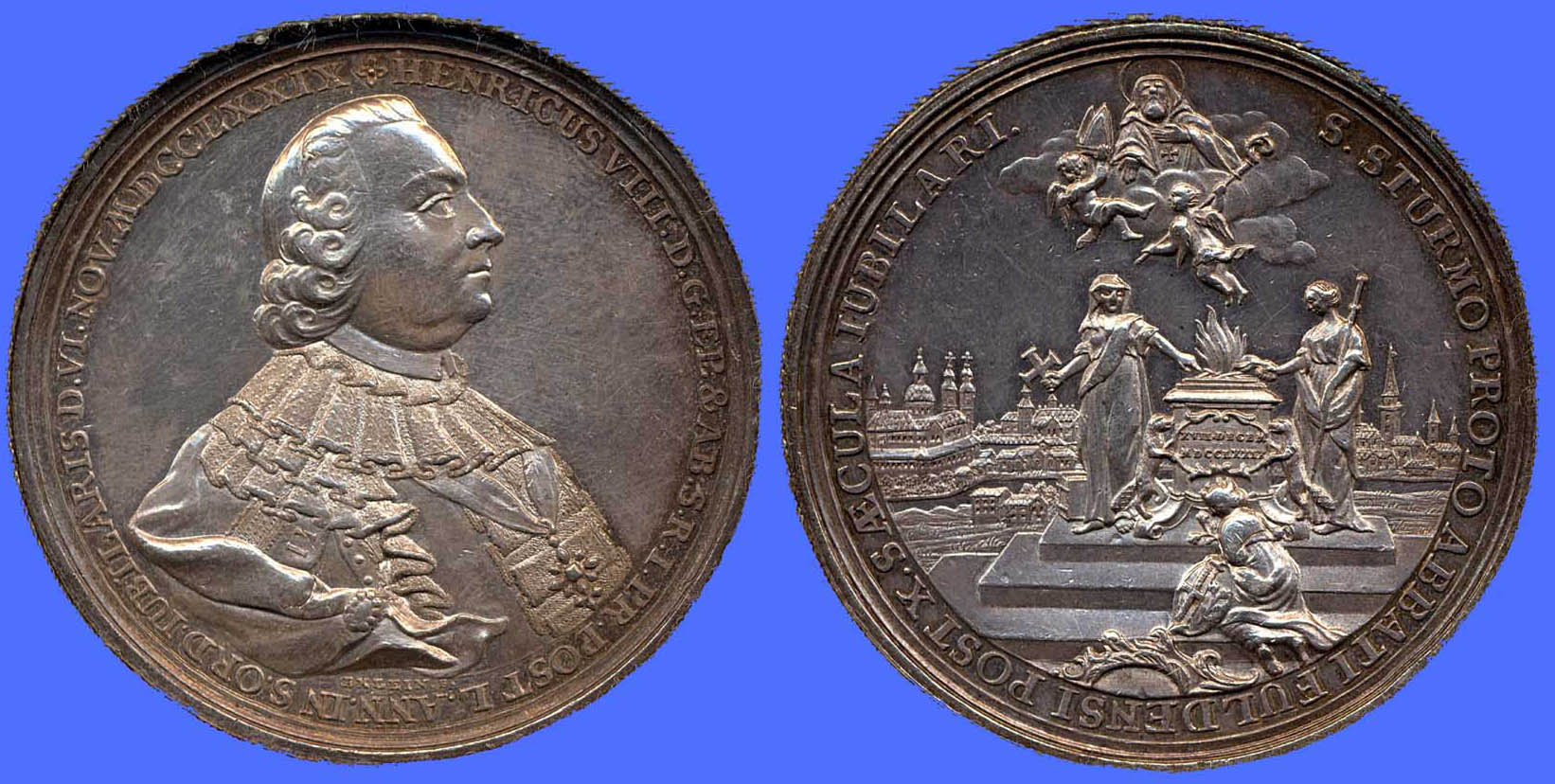
Stříbrná mince biskupa Heinricha z Biberachu, emise k miléniu Sturmiova úmrtí (779–1779)

Podle legendy se narodil v rodině západobavorského statkáře v oblasti Sempt-Isen nedaleko Freisingu. Podle místní tradice to bylo v osadě Aiglsdorf, místní části tržní vsi Nandlstadt. O jeho rodičích není nic bližšího známo. Na rozdíl od většinové pohanské společnosti tehdejších Bavorů (Germánů kmene Bajúwarů) se po setkání s misionářem svatým Bonifácem obrátil na křesťanskou víru a pod jeho vlivem vstoupil na školení do kláštera řádu benediktinů ve Fritzlaru. Dále tři roky pobýval se svými dvěma druhy – poustevníkv v lese Buchonia.
V roce 747 podnikl cestu do Říma a do Monte Cassina, kde se pravděpodobně na návrh Bonifáce seznámil s pravidly řádu sv. Benedikta. V roce 744 Sturmius založil klášter ve Fuldě a roku 751 pro něj dostal od papeže Zachariáše privilegium exempce (tj. vynětí z pravomoci arcibiskupství a přímé podřízení papeži a císaři). Po mučednické smrti sv. Bonifáce dne 5. června 754 začaly Sturmiovy spory s arcibiskupem Lulem († 786) z Mohuče, který ho přeložil do Fuldy, jak si to přál sám Bonifác. Mniši vybudovali ve Fuldě nejvýznamnější klášter ve východních Frankách. Kolem roku 763 se Sturmius dostal do konfliktu s franským králem Pipinem Krátkým a byl na dva roky vyhoštěn do kláštera Jumièges v Normandii. Mezi možné důvody sporu se uvádí opět osobní nepřátelství arcibiskupa Lula. Po omilostnění v roce 765 byl Sturmius znovu dosazen jako opat do Fuldského kláštera, který byl rovněž pod královskou ochranou. Roku 773 císař Karel Veliký potvrdil klášteru majetková práva. V roce 774 získal klášter právo svobodné volby opata a imunitu. Po saských válkách Sturmius podporoval z Fuldy saskou misii, ale kvůli hrozícím útokům se mniši museli roku 778 evakuovat do Hammelburgu a v roce 779 při opětovném útoku uprchli do Eresburgu. Odtud se již těžce nemocný Sturmius roku 779 mohl vrátit do Fuldského kláštera, kde zemřel obklopen svými spolubratry a byl pohřben v chrámu kláštera, který založil.
Jeho tělo bylo za vlády otonských císařů vyzvednuto na oltář a uctíváno. Roku 1139 jej papež Inocenc II. v Římě svatořečil.

## Ikonografie a kult
Bývá vyobrazen v kutně benediktinského mnicha s insigniemi opata (berla, mitra), v ruce drží řeholní pravidla sv. Benedikta nebo kříž misionáře, kterým vyhání a zaříkává ďábla. Většina vyobrazení pochází z fuldské diecéze a z klášterů bavorských benediktinů (Fulda, Metten). V době barokní se Sturmius obejvuje na příležitostných upomínkách fuldských biskupů (číše, medaile) a ve fuldském dómu je vysvěcen jeho oltář.